# Det evangelisk-lutherske stift i Norge
Det evangelisk-lutherske stift i Norge (DelsiN) är ett lutherskt stift i Norge som grundades år 2013 i Kautokeino. Till stiftet hör fyra församlingarna (valgmenigheterna) i Balsfjord, Kautokeino, Tromsø och Trondheim. Biskop för stiftet är Thor Henrik With.
Det evangelisk-lutherske stift i Norge står i nära samarbete med Missionsprovinsen i Sverige och Evangelisk-lutherska missionsstiftet i Finland. De tre stiften ingick kyrkogemenskap år 2015.